# Europäische Vereinigung für künstliche Intelligenz
Die Europäische Vereinigung für künstliche Intelligenz (EurAI) (englisch European Association for Artificial Intelligence, ehemals European Coordinating Committee for Artificial Intelligence (ECCAI)) ist eine europäische wissenschaftliche Gesellschaft, die sich der Förderung der Erforschung und Anwendung der künstlichen Intelligenz (KI) in Europa widmet. Sie wurde 1982 gegründet.
Der Hauptsitz befindet sich in Brüssel.

## Geschichte
Wolfgang Bibel wollte 1979 eine Europäische Organisation für künstliche Intelligenz gründen. 1982 kam es zur ersten European Conference for Artificial Intelligence (ECAI) und kurz drauf zur Gründung der European Coordinating Committee for Artificial Intelligence (ECCAI), die später in European Association for Artificial Intelligence (EurAI) umbenannt wurde. Der erste Gründungspräsident von ECCAI wurde Wolfgang Bibel. Wolfgang Bibel gründete 1982 zusammen mit Jörg Siekmann die zweiwöchige KI-Frühjahrsschule (KIFS), da sich das Fach künstliche Intelligenz zu dieser Zeit noch nicht etabliert hatte und die Forschungsergebnisse noch nicht an die Studenten kamen. 1985 organisierte Bibel dann den ersten Advanced Course on AI (ACAI) an, das Äquivalent zur KIFS auf europäischer Ebene.

## Aktivitäten
Jedes Jahr veranstaltet EurAI gemeinsam mit einem der Mitgliedsverbände von EurAI die European Conference on Artificial Intelligence (ECAI). Die Konferenz hat sich zu einer der führenden Konferenz für Künstliche Intelligenz in Europa entwickelt. Daneben findet alle zwei Jahre der Advanced Course on AI (ACAI) statt, der Studenten das Thema künstliche Intelligenz näher bringen will.

## Fellowship
Das EurAI Fellows-Programm wurde 1999 ins Leben gerufen und zeichnet Personen aus, die einen bedeutenden und nachhaltigen Beitrag zur künstlichen Intelligenz (KI) in Europa geleistet haben.

## Dissertation Award
Der von der EurAI gestiftete Artificial Intelligence Dissertation Award wird seit 1998 vergeben und zeichnet jährlich die beste Dissertation im Bereich der künstlichen Intelligenz (KI) in Europa aus.